# Años 130
Los años 130 o década del 130 empezó el 1 de enero del 130 y terminó el 31 de diciembre del 139.

## Acontecimientos
- Adriano codifica el Edicto pretorio.
- San Higinio sucede a San Telesforo como papa en el año 136
- 139: El emperador Antonino Pío nombra a Marco Aurelio César y lo promete a Faustina la Menor, su hija. Da el mismo título a Lucio Vero, cumpliendo la promesa que le hizo a Adriano de que ambos jóvenes le sucederían. Antonino Pío mantuvo su palabra y Marco Aurelio y Lucio Vero le sucedieron a su muerte, en 161.